# Мокро Полє (Ервеник)
Мокро Полє (хорв. Mokro Polje) — населений пункт у Хорватії, у Шибеницько-Книнській жупанії у складі громади Ервеник.

## Населення
Населення за даними перепису 2011 року становило 227 осіб.
Динаміка чисельності населення поселення:

## Клімат
Середня річна температура становить 13,19 °C, середня максимальна – 27,75 °C, а середня мінімальна – -1,51 °C. Середня річна кількість опадів – 924 мм.
| Клімат поселення                              | Клімат поселення | Клімат поселення | Клімат поселення | Клімат поселення | Клімат поселення | Клімат поселення | Клімат поселення | Клімат поселення | Клімат поселення | Клімат поселення | Клімат поселення | Клімат поселення | Клімат поселення |
| Показник                                      | Січ.             | Лют.             | Бер.             | Квіт.            | Трав.            | Черв.            | Лип.             | Серп.            | Вер.             | Жовт.            | Лист.            | Груд.            |                  |
| Середній максимум, °C                         | 10,03            | 10,86            | 13,74            | 17,31            | 22,02            | 25,77            | 27,75            | 27,60            | 23,14            | 18,44            | 13,10            | 10,05            |                  |
| Середня температура, °C                       | 4,24             | 5,08             | 7,98             | 11,52            | 16,24            | 20,00            | 23,28            | 23,11            | 18,66            | 13,96            | 8,61             | 5,56             |                  |
| Середній мінімум, °C                          | −1,51            | −0,69            | 2,20             | 5,77             | 10,48            | 14,22            | 18,79            | 18,63            | 14,17            | 9,47             | 4,12             | 1,07             |                  |
| Норма опадів, мм                              | 74               | 69               | 74               | 81               | 69               | 67               | 45               | 57               | 88               | 97               | 111              | 92               |                  |
| Середньомісячна швидкість вітру, м/с          | 1.58             | 1.78             | 2.07             | 2.07             | 1.85             | 1.65             | 1.68             | 1.50             | 1.50             | 1.54             | 1.78             | 1.76             |                  |
| Середньомісячна сонячна радіація, кДж/м²·день | 5186             | 7906             | 11496            | 16104            | 20096            | 22483            | 24232            | 21128            | 15699            | 10091            | 5581             | 4407             |                  |
| --------------------------------------------- | ---------------- | ---------------- | ---------------- | ---------------- | ---------------- | ---------------- | ---------------- | ---------------- | ---------------- | ---------------- | ---------------- | ---------------- | ---------------- |
| Джерело:                                      |                  |                  |                  |                  |                  |                  |                  |                  |                  |                  |                  |                  |                  |